# Automação predial
A Automação predial ou Automação de utilidades é o controle automático e centralizado dos sistemas de um edifício, como por exemplo iluminação, climatização(ar-condicionado, ventilação e aquecimento), controle de acesso, sistemas de segurança, prevenção de incêndio, hidráulica e outros sistemas relacionados por meio de um sistema computadorizado de gerenciamento predial (Building Management System(BMS) ou Building Automation System(BAS)). O objetivo é o gerenciamento mais eficiente dos sistemas dos prédios, o que resulta não só em maior conforto para os ocupantes, como também maior segurança, melhor aproveitamento dos equipamentos, e uma grande economia de recursos(energia elétrica, água, etc.), levando a uma grande redução nos custos de manutenção dos edifícios.
A automação predial é um exemplo de sistema digital de controle distribuído, ou seja, uma rede de diversos dispositivos eletrônicos projetados para monitorar e controlar os sistemas de um edifício ou conjunto de edifícios.
Um Sistema de Automação predial(Building Automation System(BAS)) pode manter a climatização do prédio em um limite aceitável, controlar a iluminação de salas de acordo com a necessidade(por programação horária e/ou sensores de presença), acompanhar o consumo de energia e água, monitar performance e falhas de equipamentos, e gerar alarmes para que a equipe de manutenção do edifício possa tomar as providências necessárias.
Um prédio controlado por um sistema moderno de automação predial é considerado um Edifício inteligente